# Augusto Ordóñez
Augusto Ordóñez Fernández (Oviedo, 20 de junio de 1883 - Oviedo, 13 de mayo de 1957) fue un barítono español.

## Biografía
Nació en el seno de una familia humilde. Comenzó sus estudios musicales en la Escuela de Bellas Artes de su ciudad natal, alternando la actividad de instrumentista de violín con la de compositor.
En diciembre de 1900, consiguió estrenar un conjunto de valses a los que tituló Mari Lola. Un poco más tarde ingresó en el Orfeón Ovetense donde comenzó su carrera lírica.
Se trasladó a Madrid, donde recibió clases del maestro José María Alvira, director del Coro del Teatro Real de Madrid. Gracias a su maestro, Ordóñez pudo optar a una audición con los empresarios del Real, Boceta y Calleja, así como del maestro Marinuzzi, quedando contratado inmediatamente.
En 1911, debuta en el Teatro Real de Madrid con Sansón y Dalila de Saint-Saëns cantando el papel de gran sacerdote, obteniendo el primer éxito de su carrera.
Gracias a la intervención de su paisano, el político Alejandro Pidal y Mon, le fue concedida una beca de la Diputación Provincial de Asturias, para ir a estudiar a Milán por tres años.
En agosto de 1912, debuta en Italia cantando en Mantua el papel de Marcello de La Bohème y el Prólogo de Pagliacci.
Posteriormente marchó a Malta, donde permaneció seis meses cantando, entre otras, Aida, El barbero de Sevilla, La Traviata, Los pescadores de perlas, L'Africaine de Meyerbeer, L'amore dei tre re de Italo Montemezzi, Tosca y Rigoletto, obteniendo con este último título un importante triunfo.
En 1915, y a consecuencia del conflicto que vive Italia en la Segunda Guerra Mundial, Augusto regresa a España y, en Oviedo, crea una compañía junto a la soprano Herminia Gómez, el tenor Vergel y el bajo Augusto Caro-Romero. Con dicha compañía interviene en El barbero de Sevilla y Rigoletto. En el mismo año canta en Gijón junto al barítono Servando Bango.
Tiempo después, canta junto a las sopranos Ángeles Ottein y Ofelia Nieto y el barítono Servando Bango La Traviata, L'Africaine, Rigoletto y El barbero de Sevilla.
Tras cantar en Madrid y Barcelona, y una vez finalizada la guerra, marcha de nuevo a Italia, y desde allí, a América.
En 1919, canta en el Teatro Esperanza Iris de México, Sansón y Dalila, junto al tenor Enrico Caruso y la mezzosoprano Gabriella Besanzoni.
En los años siguientes actuó en toda América, especialmente en Cuba y Miami, donde cantó junto al tenor Enrico Caruso, el tenor Hipólito Lázaro, la soprano María Barrientos, el tenor José Palet o el tenor Tito Schipa.
En los años cincuenta, regresa definitivamente a España, estableciéndose en Barcelona, donde canta diversas zarzuelas como Los gavilanes y La alsaciana ambas de Jacinto Guerrero; La dogaresa de Rafael Millán Picazo; La del soto del parral de Reveriano Soutullo y Juan Vert o Luisa Fernanda de Federico Moreno Torroba .
Asimismo intervino en cinco películas: Bajo el cielo de Asturias (1951), El sistema Pelegrín (1952), Almas en peligro (1952), Misión extravagante (1954) y El fugitivo de Amberes (1955).
Por último se trasladó a Oviedo donde fundó una academia de canto. Murió en su ciudad natal reconocido como un gran cantante el 13 de mayo de 1957.
Fue miembro de la masonería, se supone que fue iniciado en algún lado, posiblemente Cuba, y se afilia en la Logia Argüelles nº 3 de Oviedo el 24 de octubre de 1925 tal y como consta en los cuadros lógicos de dicha logia.
Era poseedor de una voz muy bella que empleaba con una técnica refinada. Su sólida formación musical, unida a su elegante y apuesta figura, le proporcionó grandes triunfos.